# Nghị viện Nam Phi
Nghị viện Nam Phi là cơ quan lập pháp lưỡng viện của Cộng hoà Nam Phi gồm Quốc hội và Hội đồng các tỉnh quốc gia.
Từ năm 1910 đến năm 1994, Nghị viện chủ yếu do người da trắng bầu ra. Cuộc bầu cử Nghị viện theo nguyên tắc phổ thông đầu tiên được tổ chức vào năm 1994.

### Từ 1961 đến 1984

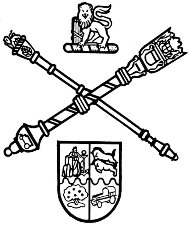
Huy hiệu của Quốc hội Nam Phi giai đoạn 1961–2000

## Cơ cấu tổ chức
Nghị viện là cơ quan lập pháp lưỡng viện, gồm Quốc dân Đại hội và Hội đồng các tỉnh quốc gia.

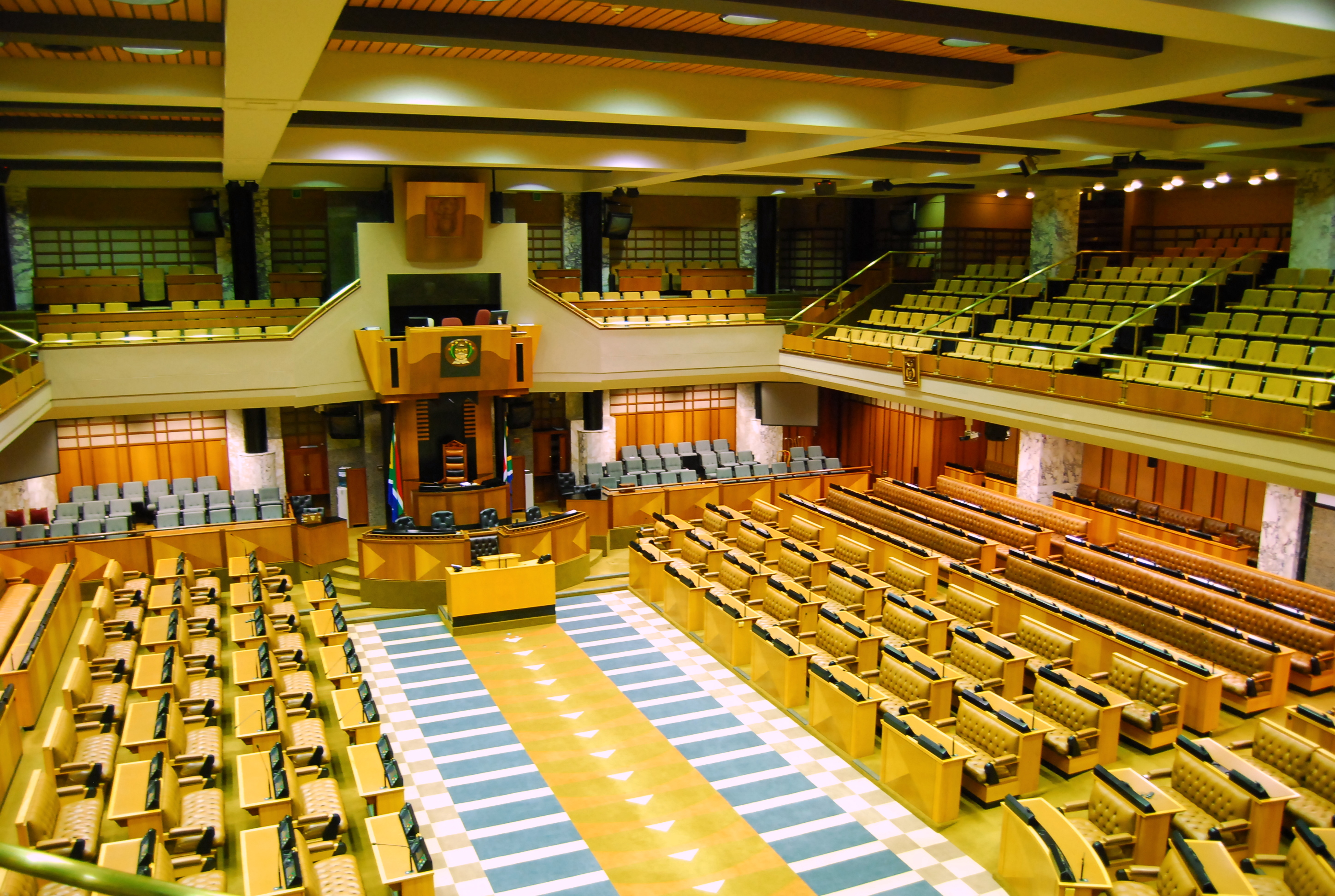
Hội trường Quốc dân Đại hội

### Quốc dân Đại hội
Quốc dân Đại hội là hạ viện của Nghị viện, là cơ quan đại biểu của nhân dân Nam Phi. Quốc dân Đại hội gồm tối thiểu 350 đại biểu và tối đa 400 đại biểu. Bầu cử Quốc dân Đại hội được tiến hành theo hệ thống đại diện tỷ lệ. Nhiệm kỳ của Quốc dân Đại hội là năm năm.

### Hội đồng các tỉnh quốc gia
Hội đồng các tỉnh quốc gia là thượng viện của Nghị viện, là cơ quan đại biểu của các tỉnh của Nam Phi. Hội đồng các tỉnh quốc gia gồm 90 đại biểu, mỗi tỉnh cử 10 đại biểu. Đoàn đại biểu của mỗi tỉnh gồm sáu đại biểu thường trực và bốn đại biểu đặc biệt. Đại biểu thường trực do nghị viện các tỉnh bổ nhiệm. Đại biểu đặc biệt gồm thủ hiến của mỗi tỉnh và ba thành viên nghị viện tỉnh được luân phiên phân công.

## Nhiệm vụ và quyền hạn
Nghị viện thực hiện quyền lập pháp đối với những lĩnh vực thuộc thẩm quyền của chính phủ quốc gia, sửa đổi Hiến pháp và quyết định ngân sách nhà nước.

## Trụ sở
Nhà Nghị viện tại Cape Town là trụ sở của Nghị viện. Năm 2022, một vụ cháy xảy ra tại Nhà Nghị viện, gây thiệt hại nghiêm trọng cho hội trường Quốc dân Đại hội và Hội đồng các tỉnh quốc gia. Nghị viện hiện họp tại địa điểm khác trong thời gian sửa chữa Nhà Nghị viện.